# 15094 Polymele
15094 Polymele este o planetă minoră (asteroid), cu un diametru de 21,075 km, din Asteroid troian al lui Jupiter. A fost descoperită pe 17 noiembrie 1999 la Observatorul Mount Lemmon de Catalina Sky Survey și a fost numită după Polymele⁠(d). 
Obiectul prezintă o orbită caracterizată de o semiaxă mare de 5,1658941 UAi, o excentricitate de 0,095, o înclinație de 12,98991 ° în raport cu ecliptica.